# Casimir Freschot
Casimir Freschot (Morteau, 1640 circa – 20 ottobre 1720) è stato uno storico e traduttore francese.

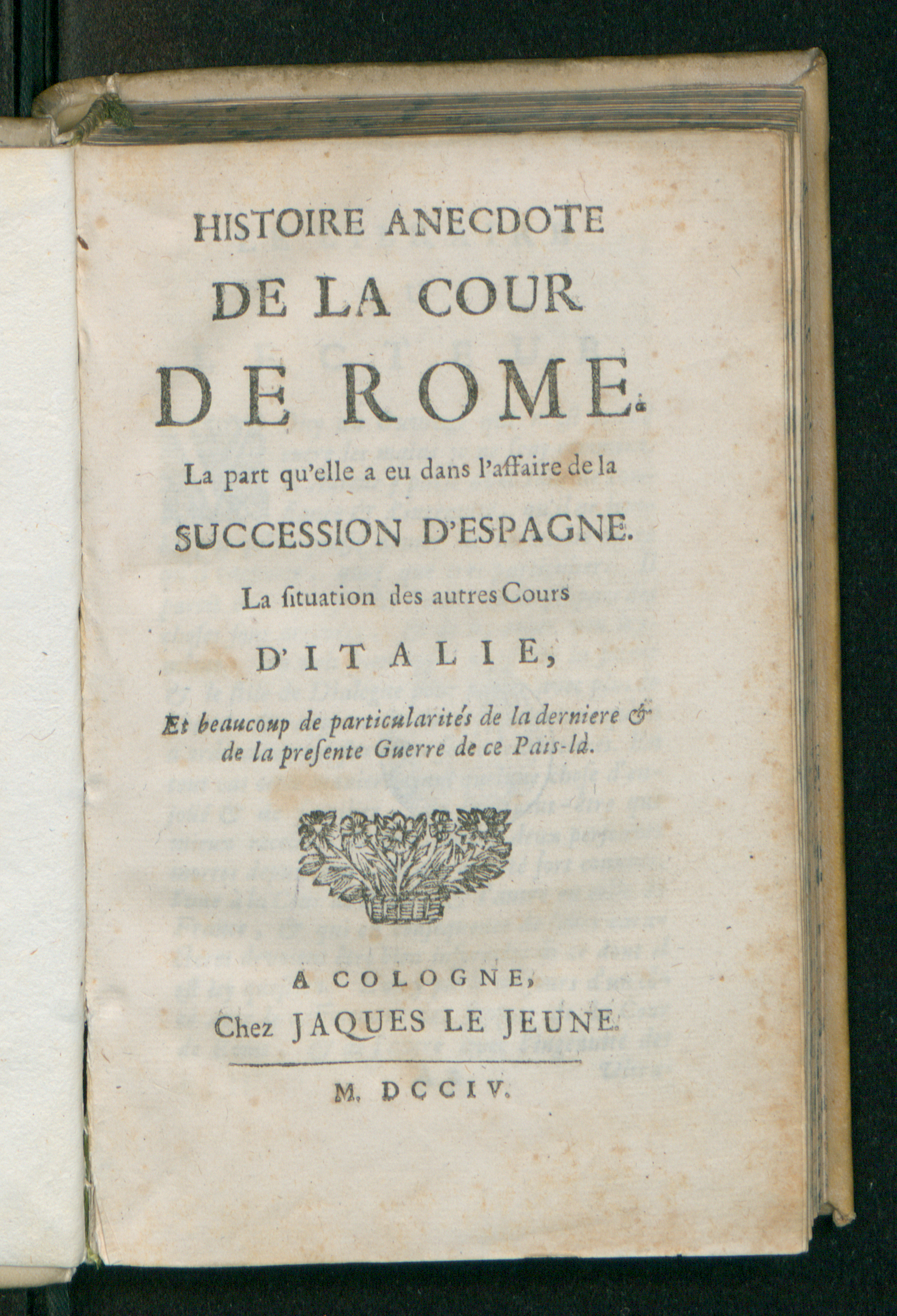
Histoire anecdote de la Cour de Rome, 1704

Fu autore di circa cinquanta opere in francese, italiano e latino su vari soggetti storici e contemporanei, i più conosciuti dei quali sono Li pregi della Nobiltà Veneta abbozzati in un giuoco d'arme, pubblicato a Venezia nel 1682, Origine, progressi e ruina del calvinismo nella Francia, ragguaglio istorico di D. Casimiro Freschot, pubblicato nel 1693, e Histoire du congrès et de la paix d'Utrecht - par C. Freschot, pubblicato nel 1716.

## Biografia
Nato a Morteau attorno al 1640, divenne novizio nella congregazione benedettina di Saint-Maur e fu ordinato il 20 marzo 1663 nel monastero di Saint-Vincent di Besançon.
Nel 1674 si spostò in Italia, inizialmente a Roma, poi Bologna e infine alla congregazione benedettina a Montecassino. Attorno al 1700 si diresse nei Paesi Bassi, a Utrecht, dove si guadagnò un posto d'insegnante di letteratura e di storia. Durante la permanenza nei Paesi Bassi, pubblicò (1706-1707) il mensile Entretiens sur les affaires du temps. Ritornato in Francia, Freschot venne reintegrato come monaco nella congregazione di Saint-Vanne nel 1718. Morì nel 1720, nell'Abbazia di Luxeuil.

## Opere
- Li pregi della Nobiltà Veneta abbozzati in un giuoco d'arme, Venezia, 1682
- Origine, progressi e ruina del calvinismo nella Francia, ragguaglio istorico di D. Casimiro Freschot, 1693
- Histoire anecdote de la Cour de Rome, A Cologne [i.e. Amsterdam], chez Jacques le Jeune [i.e. Daniel Elzevier], 1704.
- Histoire du congrès et de la paix d'Utrecht - par C. Freschot, 1716